# 로맨스가 필요해
《로맨스가 필요해》는 2011년 6월 13일부터 2011년 8월 2일까지 tvN에서 방송된 대한민국의 텔레비전 드라마이며, 미니시리즈 형태로 진행됐다.

## 소개
중학교 동창 사이인 세 여자의 일과 사랑, 우정을 그린 로맨틱코미디 드라마이다.

## 등장 인물

### 주요 인물
- 조여정 : 선우인영 역 - 호텔 컨시어지 지배인
- 김정훈 : 김성수 역 - 영화감독, 인영의 남자친구
- 최여진 : 박서연 역 - 여성의류 쇼핑몰 대표
- 최송현 : 강현주 역 - 이혼전문변호사
- 최진혁 : 배성현 역 - 인영의 후배 컨시어지

### 그 외 인물
- 하연주 : 윤강희 역 - 여배우
- 이관훈 : 서준이 역 - 사진작가
- 김형민 : 김덕수 역 - 일회용남자 클럽의 회원
- 김범석 : 강도경 역 - 서연의 전 남자친구
- 김지영
- 허태희 : 김태우 역 - 현주의 전 남자친구
- 전현숙 : 호텔 직원 역
- 황선화 : 호텔 직원 역
- 김경모
- 장준호 : 부장 역
- 주동희
- 김성철
- 차영옥 : 현주의 어머니 역
- 김태랑
- 문수종
- 김유안 : 웨딩플래너 역
- 김현정 : 기자 역
- 최인숙 : 김태우의 어머니 역
- 정현석 : 가전제품 매장직원 역
- 서보익 : 레스토랑 직원 역
- 김형찬
- 손희순 : 구급차에 실려가는 호텔 손님 역
- 김종호 : 판사 역
- 김태영 : 인영의 뺨을 때린 호텔 손님 역
- 한동환 : 강도경의 부인 측 변호사 역
- 김현아 : 호텔 직원 역
- 이정수
- 윤예인
- 정대용
- 우상전 : 슈퍼 사장 역
- 변신호 : 슈퍼 사장의 부인 역
- 이솔지 : 연예뉴스 진행자 역
- 박상용
- 이솔
- 강성철 : 영화배우 역
- 이현직 : 영화 촬영 스탭 역
- 정희나 : 영화 촬영 스탭 역
- 이두석
- 김난영 : 탁구클럽 회원 역
- 박진성 : 탁구클럽 회원 역
- 조용상
- 소희정 : 산부인과 의사 역
- 백경일
- 조용상 : 회의의 참석한 남자 역
- 김선녀 : 편의점 주인 역
- 최윤소 : 성현의 약혼녀 역
- 서진욱 : 호텔 셰프 역
- 김어진 : 호텔에서 프로포즈 하려는 남자 역
- 구본석
- 유옥주 : 술집 종업원 역
- 이석구 : 성현의 할아버지 역
- 박승태 : 성현의 할머니 역
- 박민영
- 민준현 : 호텔 면접관 역
- 정명준 : 호텔 관계자 역
- 한영광 : 성현의 친구 역
- 신우철 : 성현의 친구 역
- 조성희 : 성현의 친구 역
- 강수한 : 성수와 같은 입장인 아이 역
- 최세환
- 홍인아
- 이영란 : 인영의 어머니 역
- 박우천 : 호텔 직원 역 - 인영의 선배
- 곽재연
- 이문수 : 인영의 아버지 역

### 특별출연
- 리키 김 : 알렉스 역 (1~2화, 4화, 7~8화, 10~15화)
- 이다희 : 이민정 역 - 작곡가 (16화)